# Museo diocesano e della cattedrale di Cesena
Il Museo diocesano e della cattedrale è un museo diocesano di Cesena (provincia di Forlì-Cesena), allestito nel 2002 nella cappella di San Tobia (1528), sul fianco destro della cattedrale di San Giovanni Battista. Presenta opere d'arte, suppellettile liturgica e paramenti sacri provenienti prevalentemente dal duomo, tra i quali:
- Madonna della pera (1347), tempera su tavola, di Paolo Veneziano;
- Madonna in trono adorante il Gesù Bambino coricato (XV secolo) di Giovanni Francesco da Rimini;
- Annunciazione (1516 - 1518) di Girolamo Genga;
- San Gregorio Magno (1542) di Scipione Sacco;
- San Giovanni Battista e un angelo con una pera (XVII secolo) di Benedetto Gennari;
- Maria Vergine (XVII secolo);
- Madonna con Gesù Bambino (XVIII secolo);
- Ritratto del papa Pio VI (1775 - 1780) di Agostino Plachesi;
- Ritratto di Papa Pio VII (1804) di Vincenzo Camuccini.